# Jürgen Geschke

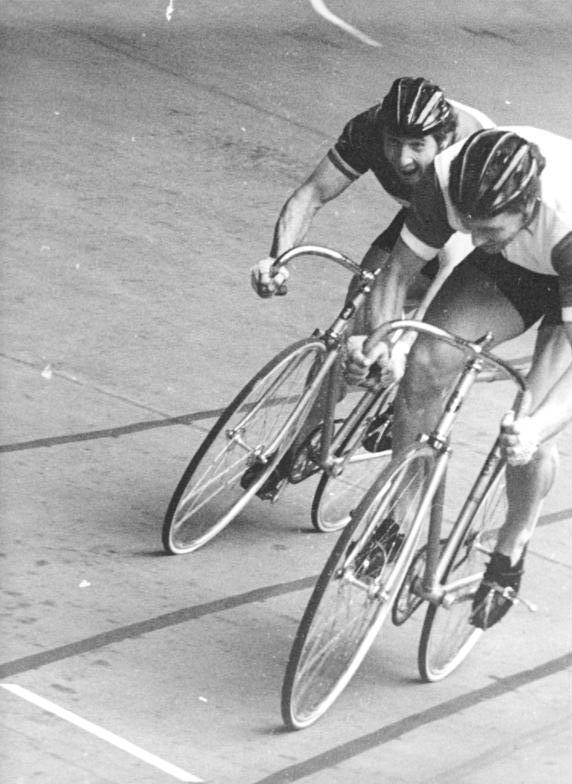
Jürgen Geschke (links) und Peter Eichstädt am 7. Juli 1974 bei DDR-Meisterschaften im Bahnradsport in Leipzig

Hans-Jürgen Geschke (* 7. Juli 1943 in Berlin) ist ein ehemaliger deutscher Radrennfahrer.

## Biografisches
Hans-Jürgen „Tutti“ Geschke – den Beinamen erhielt er aufgrund seiner italienischen Abstammung väterlicherseits – war Sprint-Weltmeister sowie zusammen mit Werner Otto zweimaliger Amateur-Weltmeister im Tandemfahren in den 1960er und 1970er Jahren für die DDR. Sein Trainer beim TSC Berlin war Werner Malitz, ein ehemaliger Bahnradsportler und mehrfacher DDR-Meister.
Sein Sohn Simon war ebenfalls Radrennfahrer und betrieb dies professionell bis 2024.
Seine sportliche Laufbahn begann Geschke zunächst als Boxer bei der BSG Motor Ost, mit 17 Jahren wechselte er zum Radsport.

### Sportliche Erfolge
In den Jahren 1964, 1966 bis 1971 und 1973–1975 war Geschke insgesamt zehnmal nationaler DDR-Meister im Sprint. 1968 nahm er an den Olympischen Sommerspielen teil, anschließend wurde er danach dreimal 1968–1971 DDR-Meister im Tandemfahren mit Werner Otto. Dann kam der internationale Durchbruch. Geschke wurde 1969 und 1971 Weltmeister und 1970 Vizeweltmeister im Tandemfahren. Er gewann 1972 die Silbermedaille im Tandem bei den Olympischen Sommerspielen in München und 1976 die Bronzemedaille im Sprint bei den Olympischen Sommerspielen in Montreal. Er wurde 1977 Weltmeister im Sprint auf dem Oval in San Cristobal, Hauptstadt des Bundesstaates Táchira, Venezuela.
1969, 1972 und 1977 gewann er den Großen Preis der DDR im Sprint. 1967 und 1970 gewann er die traditionsreiche Champion of Champions Trophy. 1969 und 1972 gewann er den Großen Preis von Berlin. Geschke gehörte zu den Publikumslieblingen auf der Bahn der Berliner Werner-Seelenbinder-Halle. Dort gewann er zwischen 1964 und 1976 fünfmal die Internationale Sprintermeisterschaft von Berlin.

### Berufliches und Persönliches nach dem Leistungssport
Nach seiner aktiven Laufbahn begann er eine Trainertätigkeit beim TSC Berlin. Geschke erwarb für sich und seine Familie 1982 in Wandlitz ein Grundstück, auf dem 1988 ein Eigenheim bezugsfertig war. Nach der Wende kaufte er einen nun leerstehenden Gemüseladen vom Konsum und eröffnete hier 1994 das Fahrradgeschäft „Mit Rad und Tat vom Weltmeister“. Im Ort rief er 1996 den Mountain-Bike-Verein RSC Wandlitz ins Leben und agierte als ehrenamtlicher Trainer zur Förderung von Nachwuchs im Radsport. Im Lauf der Jahre ging die Begeisterung der Jugendlichen für den Radsport zurück, so dass dem Club im Jahr 2010 nur circa 15 Fahrradfreunde angehörten, die das Radfahren als Freizeitsport nutzten.
Selbst beteiligt(e) sich Geschke an einigen Volkssport-Fahrradrennen wie dem Erzgebirgs-Bike-Marathon in Seiffen oder der 9. offenen Uckermärkischen Meisterschaft in Schönow 2010.
Seinen Fahrradhandel gab Geschke aus Altersgründen mittlerweile auf. Er engagiert sich jedoch in der Gemeinde in Sachen Radsport und hat beispielsweise aktiv bei der Bereitstellung und Reparatur von gespendeten Fahrrädern für das Asylbewerberheim im Ortsteil tatkräftig mitgewirkt.

## Auszeichnungen (Auswahl)
- 1970 und 1971: Vaterländischer Verdienstorden in Bronze
- 1972 und 1978: Vaterländischer Verdienstorden in Silber